# Вариш
Вари́ш (перс. واريش‎) — село на севере Ирана, в остане Тегеран. Входит в состав шахрестана Тегеран. Является частью дехестана (сельского округа) Сулькан бахша Кан.

## География
Село находится в северо-западной части остана, в пределах горной системы Эльбурс, на расстоянии приблизительно 8 километров (по прямой) к северо-северо-западу от Тегерана. Абсолютная высота — 2227 метров над уровнем моря.

## Население
По данным переписи 2006 года население села составляло 56 человек (32 мужчины и 24 женщины). В Варише насчитывалось 15 домохозяйств. Уровень грамотности населения составлял 58,9 %. Уровень грамотности среди мужчин составлял 62,5 %, среди женщин — 54,2 %.